# Borophagina
Sous-tribu
Les 'Borophagina sont une sous-tribu fossile des borophaginés, un groupe de canidés. Ils ont vécu dans une grande partie de l'l’Amérique du Nord du Miocène au  Pliocène inférieur (étage Zancléen), il y a environ entre 20,6 et 3,6 Ma (millions d'années), et ont existé pendant environ 17 millions d’années. 
Comme certains autres borophagiens, il s'agissait de canidés à la face courte et aux mâchoires lourdes, bien que le groupe comprenne à la fois des espèces omnivores et hypercarnivores.

## Liste des genres
Selon Paleobiology Database (29 avril 2021) :
- † Borophagus Cope, 1892
- † Carpocyon Webb, 1969
- † Epicyon Leidy, 1858
- † Paratomarctus Wang et al., 1999
- † Protepicyon Wang et al., 1999

## Publication originale
- (en) Xiaoming Wang, Richard H. Tedford et Beryl E. Taylor, « Phylogenetic systematics of the Borophaginae (Carnivora, Canidae) », Bulletin of the American Museum of Natural History, New York, Musée américain d'histoire naturelle, vol. 243,‎ 1999, p. 1-391 (ISSN 0003-0090 et 1937-3546, OCLC 1287364, lire en ligne).